# Bob Geldof
Sir Robert Frederick Zenon "Bob" Geldof, KBE (n. 5 octombrie 1951, Dún Laoghaire⁠(d), Leinster⁠(d), Irlanda) este un cantautor, actor de ocazie și activist politic irlandez. A devenit cunoscut drept solist al formației rock irlandeze The Boomtown Rats la sfârșitul anilor 1970 și începutul anilor 1980 concomitent cu mișcarea punk rock. Formația a avut succes cu compozițiile sale „Rat Trap” și „I Don't Like Mondays”. A fost coautor al piesei „Do They Know It's Christmas?”, una dintre cele mai bine vândute discuri single din toate timpurile. A jucat rolul Pink din filmul realizat de Pink Floyd în 1982 intitulat Pink Floyd The Wall.
Geldof este cunoscut și pentru activismul sau  politic, în special pentru eforturile sale de combatere a sărăciei în Africa. În 1984, împreună cu Midge Ure, a înființat superformația de caritate Band Aid cu scopul de a strânge bani pentru combaterea foametei în Etiopia. Cei doi au organizat în anul următor superconcertul de caritate Live Aid, precum și concertele Live 8 din 2005. Geldof lucrează acum drept consilier pentru ONE Campaign, fondată de compatriotul său, Bono. Fiind părinte divorțat, Geldof a luat poziție și în favoarea mișcării pentru drepturile taților. Geldof a fost nominalizat pentru Premiul Nobel pentru Pace, și a fost înnobilat de regina Elisabeta a II-a, fiind laureat, printre numeroase alte premii și nominalizări, al titlului Man of Peace prin care sunt identificate persoanele care aduc o „contribuție remarcabilă la pacea și dreptatea socială internațională”.

## Familia
În aprilie 2014, fiica lui Bob Geldof, Peaches Geldof, în vârstă de 25 de ani, a murit ca urmare a unei supradoze de heroină.
Bunicul său patern, Zenon Geldof, era un imigrant belgian și un bucătar de hotel. Bunica sa paternă, Amelia Falk, era o evreică britanică din Londra.